# Dialetto grico
Il dialetto grico, anche detto dialetto griko, spesso chiamato Katoitaliótika (Kατωιταλιώτικα: "Basso italiota") in greco, è un dialetto della lingua greca, appartenente al gruppo dei dialetti greco-italioti. Si presenta con elementi di greco antico, greco bizantino e italiano.  È parlata nella regione della Grecia salentina, in provincia di Lecce.
L'area salentina in cui si parla il dialetto grico comprende nove piccole città con una popolazione di 40.000 persone: Calimera, Martano, Castrignano de' Greci, Corigliano d'Otranto, Melpignano, Soleto, Sternatia, Zollino e Martignano. Poiché la lingua è parlata principalmente da persone anziane e non viene quasi mai trasmessa ai bambini, il numero di parlanti è significativamente inferiore al numero di abitanti.

## Caratteristiche linguistiche
Tale dialetto, scritto in caratteri latini, presenta punti in comune con il neogreco e vocaboli che sono frutto di evidenti influenze leccesi o comunque salentine. Fenomeni fonetici molto comuni nel grico sono:
- La caduta del gamma intervocalico, ad esempio il greco moderno φέυγω /ˈfɛvɣɔ/, letteralmente "(io) parto", diventa feo.
- La palatalizzazione dei suoni velarii. Ad esempio la congiunzione καί /kjɛ/, equivalente alla congiunzione "e" italiana, diventa ce o il pronome εκείνος /eˈkinɔs/, "quello", diventa cino o ancora l'esempio del vocabolo καλοκαίρι /kaloˈkjɛri/, "estate", che diventa calocèri o l'espressione "ο κύριoς μου" (/oˈkirjɔzmu/ in greco moderno), "il mio signore, mio padre", diventa ciùrimmu.
- Il passaggio di grado da suono spirante a tenue: θάλασσα /ˈθalasa/ diventa tàlassa.
- L'assibilazione: ad es. la forma neogreca ήθελα /ˈiθela/ "volevo" diviene isela.
- Il passaggio da gutturale a labiale: ad esempio ανοιχτός /aniçˈtɔs/, "aperto", diventa niftò
- Il passaggio da labiale tenue a labiale aspirata: es. πέμπτη /ˈpɛmpti/, "giovedì", diventa pèfti.

Tuttavia nel grico, nonostante la notevole influenza bizantina, sono presenti numerosi arcaismi. La maggior parte di essi è costituita da resti ellenistici, ma esistono anche relitti linguistici risalenti al dialetto dorico parlato in questa regione secoli fa.

## Fonetica
- Mancata sonorizzazione dei nessi consonantici ντ e μπ, laddove in greco moderno si pronunciano nd/d e mb (πέντε>πέντε / pènte = cinque, τὰ ἱππάρια>ἀμπάρι / ampàri = puledro, ἀμπέλι>ἀμπέλι / ampèli = vigneto, ecc.);
- Conservazione delle antiche geminate, scomparse in greco moderno (μέλισσα>μέλισσα / mèlissa = ape, σαγίττα>σαΐττα / saìtta = navetta, ἀλλάσσω>ἀδδάσσω addhàsso = (io) cambio, ecc.);
- Conservazione parziale dell'antico alfa dorico (βλῆχρον>λάχρι / làkhri = felce, νάκη>νάκα / nàka = culla, κνίδη>κινίδα / kinida = ortica, φύσκη>φούσκα / fuska = pula, ecc.);
- Conservazione parziale dell'antica pronuncia dell'ipsilon (ἐσὺ>ἐσού / esù=tu, σκυφίον>σ̌σ̌ουφί / sciufì = mangiatoia, χρυσὸς>κρουσὸ / krusò = d'oro, dorato, σύζυμος>σούζυμο / sùzimo = ben lievitato, κυβέρτον>κ̍ιουβέρτι / ciuvèrti = arnia, ecc.);
- Conservazione sporadica dell'antica pronuncia della eta (ἡμέρα>ἑμέρα / emèra = giorno, πληρώνω>πλερώννω / plerònno = maturo, ξηρὸς>σ̌σ̌ερό / sscerò=secco, ἄπληρος>ἄπλερο / àplero = acerbo, ecc...).

## Morfologia e sintassi

### L'articolo

#### L'articolo determinativo
Singolare maschile: o
Singolare femminile: e
Singolare neutro: to
Plurale maschile: e
Plurale femminile: e
Plurale neutro: ta

#### L'articolo indeterminativo
Singolare maschile: ena
Singolare femminile: mia
Singolare neutro: ena

### Nomi e aggettivi
- Conservazione dei nomi in -in (-ιν), che derivano degli antichi diminutivi in -ion (-ιον), come krasì(n) (κρασὶν)=vino, pedì(n) (παιδὶν)=ragazzo, ceràsi(n) (κ̍εράσιν)=ciliegia, ecc.
- Conservazione della desinenza in -e (-ε) del caso vocativo per i nomi di seconda declinazione maschili (in -os). Nello stesso modo si declinano gli aggettivi.
- Conservazione dei neutri di antica declinazione in -os, come ghèno(s) (γένος)=gente, dàso(s) (δάσος)=bosco, ecc. con declinazione:

| Casi      | Singolare   | Plurale     |
| --------- | ----------- | ----------- |
| Nom.      | dàsos δάσος | dàsi δάση   |
| Gen./Dat. | dàsu δάσου  | dàsos δάσος |
| Acc.      | dàson δάσον | dàsi δάση   |
| Voc.      | dàson δάσον | dàsi δάση   |

- Conservazione parziale degli antichi comparativi: kàddhio (κάδδιο)=migliore e khiru (χείρου)=peggiore, dagli antichi κάλλιον e χείρων;
- Conservazione sporadica degli aggettivi a due uscite del greco antico (oggi vengono molto spesso declinati come aggettivi a tre uscite, sicuramente la forma a due uscite era più diffusa in passato): àplito(s), -o(s), -o(n) [ἄπλυτο(ς), -ο(ς), -ο(ν)] = non lavato, anèmuro(s), -o(s), -o(n) [ἀνέμουρο(ς), -ο(ς), -ο(ν)]=vuoto, afsùnnito(s),-o(s), -o(n) [ἀφσοῦννιτο(ς), -ο(ς), -ο(ν)]=sveglio, enàssero(s), -o(s), -o(n) [ἐνάσσερο(ς), -ο(ς), -ο(ν)]=incapace, ecc...

### Verbi
- Conservazione dell'antica forma dell'imperativo aoristo con le desineze -son (‑σον), o anche -se (‑σε), e -sete (‑σετε): fònaso (φώνασο)=chiama, fonàsete (φωνάσετε)=chiamate; grafse (γράφσε)=scrivi, grafsete (γράφσετε)=scrivete, ecc.;
- Conservazione dell'antica desinenza del participio: -òmenos, -i, o (όμενος, ‑η, ‑ο), accanto alle desinenze moderne regolari -onta e -sonta;
- Uso limitato dell'infinito, scomparso in greco moderno, retto da alcuni verbi come sozo (posso), vlepo (vedere), akuo (sento), ecc., con la desinenza -si(n)/-i(n) (-σειν/-ειν) nel presente e -thi (‑θῆ) nel perfetto.

Di seguito alcuni verbi principali:

#### Verbo "ime": essere
|      | presente | passato prossimo | imperfetto |
| Evò  | ime      | ime stamèno      | ìmone      |
| Esù  | ise      | ise stamèno      | ìsone      |
| Cino | ene      | e stamèno        | ìone       |
| Emì  | ìmesta   | ime stamèni      | ìmasto     |
| Esì  | ìsesta   | isesta stamèni   | ìsasto     |
| Cini | ìne      | i stamèni        | ìsane      |

#### Verbo "echo" avere
|      | presente | passato |
| Evò  | ècho     | ìcha    |
| Esù  | èchi     | ìche    |
| Cino | èchi     | ìche    |
| Emì  | èchome   | ìchamo  |
| Esì  | èchete   | ìchato  |
| Cini | èchune   | ìchane  |

#### Verbo “kanno” fare
|      | presente | imperfetto | passato |
| Evò  | kanno    | èkanna     | èkama   |
| Esù  | kanni    | èkanne     | èkame   |
| Cino | kanni    | èkanne     | èkame   |
| Emì  | kànnome  | kànnamo    | kàmamo  |
| Esì  | kànnete  | kànnato    | kàmato  |
| Cini | kànnune  | kànnane    | kàmane  |

#### Verbo “torò” vedere
|      | presente | passato prossimo | “presente medio-passivo (riflessivi)” |
| Evò  | torò     | ita              | torìome                               |
| Esù  | torì     | ite              | torìese                               |
| Cino | torì     | ite              | torìete                               |
| Emì  | torùme   | ìtamo            | toriomèsta                            |
| Esì  | torìte   | ìtato            | toriosèsta                            |
| Cini | torùne   | ìtane            | torìutte                              |

#### Verbo “‘ziccònnome” litigare
|      | presente      |
| Evò  | ziccònnome    |
| Esù  | ziccònnese    |
| Cino | zziccònnese   |
| Emì  | zicconnomèsta |
| Esì  | zicconnosèsta |
| Cini | ziccònnutte   |

#### Verbo “vorazzo” comprare
|      | presente  | imperfetto | passato remoto |
| Evò  | voràzzo   | (e)vòrazza | vòrasa         |
| Esù  | voràzzi   | (e)vòrazze | vòrase         |
| Cino | voràzzi   | (e)vòrazze | vòrase         |
| Emì  | voràzzome | voràzzamo  | voràsamo       |
| Esì  | voràzzete | voràzzato  | voràsato       |
| Cini | voràzzune | voràzzane  | voràsane       |

#### Verbo “pianno” prendere
|      | presente | passato remoto |
| Evò  | pianno   | èbbia          |
| Esù  | pianni   | èbbie          |
| Cino | pianni   | èbbie          |
| Emì  | piànnume | piàkamo        |
| Esì  | piànnete | piàkato        |
| Cini | piànnune | piàkane        |

#### Verbo “èrkome” venire
|      | presente  | passato prossimo |
| Evò  | èrkome    | irta             |
| Esù  | èrkese    | irte             |
| Cino | èrkete    | irte             |
| Emì  | erkomèsta | ìrtamo           |
| Esì  | erkesèsta | ìrtato           |
| Cini | èrkutte   | ìrtane           |

#### Verbo “kanonò” guardare
|      | presente | passato prossimo |
| Evò  | kanonò   | kanònisa         |
| Esù  | kanonì   | kanònise         |
| Cino | kanonì   | kanònise         |
| Emì  | kanonùme | kanonìsamo       |
| Esì  | kanonìte | kanonìsato       |
| Cini | kanonùne | kanonìsane       |

#### Verbo “pinno” bere
|      | presente | passato prossimo |
| Evò  | pìnno    | èbbia            |
| Esù  | pìnni    | èbbie            |
| Cino | pìnni    | ebbie            |
| Emì  | pìnnume  | pìamo            |
| Esì  | pìnnete  | pìato            |
| Cini | pìnnune  | pìane            |

#### Verbo “leo” dire
|      | presente | imperfetto | passato |
| Evò  | leo      | èlona      | ipa     |
| Esù  | lei      | èlone/ele  | ipe     |
| Cino | lei      | èlone/ele  | ipe     |
| Emì  | lèome    | (e)lèamo   | ipamo   |
| Esì  | lète     | (e)lèato   | ipato   |
| Cini | lèune    | (e)lèane   | ipane   |

#### Verbo “marèo” cucinare
|      | presente | passato prossimo |
| Evò  | marèo    | màrezza          |
| Esù  | marèi    | màrezze          |
| Cino | marèi    | màrezze          |
| Emì  | marèome  | marèzzamo        |
| Esì  | maréte   | marèzzato        |
| Cini | marèune  | marèzzane        |

#### Verbo “steo” stare
|      | presente | imperfetto |
| Evò  | steo     | èstone     |
| Esù  | stei     | èste       |
| Cino | stei     | èste       |
| Emì  | stèome   | stèamo     |
| Esì  | stete    | stèato     |
| Cini | stèune   | stèane     |

## Espressioni linguistiche
Di seguito una raccolta di alcune espressioni idiomatiche:
Simmera o cerò ène/ine mavro ce scotinò
Oggi il tempo è nero e minaccioso
Mi pì zémata
Non dire bugie
Pu ste pai?
Dove stai andando?
Cini emine coràsi
È rimasta zitella
Cini emine cattìa
È rimasta vedova
Pao e'tozzo
Vado in campagna
Uso del “come”
Nelle frasi affermative l'avverbio e congiuzione "come" si traduce con kundu o sa:
Es. Echi t'ammaddia kundu o talassa = Hai gli occhi come il mare
Tua ene sa mia avloima = questa è come una benedizione
Invece nelle domande il "come" si traduce con “pos”:
Es. Pos pame? = come andiamo?

## Confronto linguistico
- da Matinata ("Serenata"), una canzone grica il cui testo è stato composto dal poeta calimerese Vito Domenico Palumbo:

(Lingua italiana)
Io ti penso sempre,

perché ti amo, anima mia,

e ovunque andrò, in qualsiasi cosa sarò trascinato, ovunque io mi trovi,

ti porterò sempre dentro al mio cuore.
(Greco moderno)

Εγώ πάντα εσένα σκέφτομαι,

γιατί εσένα ψυχή μου αγαπώ,

και όπου πάω, όπου σέρνομαι, όπου στέκομαι,

στην καρδιά μου πάντα εσένα βαστώ.
(Grico)

Evò panta se sena pensèo,

jatì sena fsichì mu [a]'gapò,

ce pu pao, pu sirno, pu steo

stin kardìa mu panta sena vastò.
- Il componimento che segue è un "dispetto", brevi battute popolari a carattere scherzoso.

(Lingua italiana)
Lunedì e martedì siedi

mercoledì non lavorare

e giovedì va' pure, va' pure alla piazza!

Il venerdì e il sabato allo specchio:

e la domenica io come lavoro?
(Greco moderno)
Τη Δευτέρα και την Τρίτη κάθεσαι,

την Τετάρτη μη δουλέψεις

και την Πέμπτη να πας, να πας στην πλατεία!

Την Παρασκευή και το Σάββατο είσαι στον καθρέφτη:

την Κυριακή εγώ πώς δουλεύω;
Ti dheftèra ke tin trìti kàthese,

tin tetàrti mi dhulèpsis

ke tin pèmpti na pas, na pas stin platìa!

Tin paraskevì ke to sàvato ìse ston kathréfti:

tin kiriakì eghò pos dhulèvo?
(Grico)
I deftera ce i triti cascio

i tètrai mi pòlemìsi

ce amo i péfti, amo sti mesi

i prassäì ce o samba es to fanò:

i ciuracì 'vo posse polemò?

### Confronto lessicale
Di seguito alcuni termini di uso comune nel grico, confrontati con il greco moderno, il greco classico, il grecanico e l'italiano:
| Grico                | Greco moderno         | Greco antico                            | Grecanico            | Italiano  |
| -------------------- | --------------------- | --------------------------------------- | -------------------- | --------- |
| fsìkhra (o crio)     | κρύο (crìo)           | κρύος, ψυχρότης (crìuos, psiuchròtes)   | zzichràda, zzichrò   | freddo    |
| mìso(s)              | μίσος (mìsos)         | μίσος (mìsos)                           | zulìa                | odio      |
| vùdi, bùi            | βόδι (vòdhi)          | βοῦς (bùs)                              | vùdi                 | bue       |
| pìnno                | πίνω (pìno)           | πίνω (pìno)                             | pìnno                | bere      |
| lèo, omilò           | μιλώ (milò)           | λέγω (lègo)                             | platèggo             | parlare   |
| asciàdi              | καπέλο (capèlo)       | σκιάδειον, πῖλος ('skiàdeion, pìlos)    | cèrvune              | cappello  |
| èra                  | ζιζάνιο (zizànio)     | ἔρις (èris)                             | èra                  | zizzania  |
| gheràmata            | γήρας (jìras)         | γῆρας (ghèras)                          | jerusìa              | vecchiaia |
| elafrò               | γρήγορος (ghrìghoros) | ἐλαφρός (elafròs)                       | glìglora             | veloce    |
| frèa                 | πηγάδι (pighàdhi)     | φρέαρ (frèar)                           | pigàdi               | pozzo     |
| apalò                | μαλακός (malacòs)     | ἀπαλός, τέρην (apalòs, tèren)           | apalò                | molle     |
| ùmme (οὖν μεν ùnmen) | ναί (nè)              | ναί (nài)                               | ummà (οὖν μεν ùnmen) | sì        |
| dènghie              | όχι (òchi)            | οὐ (u), οὐχί (ukhì), οὐδέν γε (udènghe) | udè                  | no        |
| chrìo                | λαδώνο (ladhòno)      | χρίω, αλείφω (chrìo, alèifo)            | alìfo                | ungere    |
| ammài                | μάτι (màti)           | ὄμμα (òmma)                             | artàmmi              | occhio    |

## Glossario

### Animali
Bue e mucca: vui
Cane: sciddhu
Capra: izza
Caprone: criu
Cavallo: ampari
Gatto: muscia
Gallina: ornisa
Gazza: mita
Grillo: friddho
Lucertola: stavvricula
Maiale: recco
Pecora: pradina
Pesce: aAzzari
Ragno: karrukeddha
Serpente: afidi
Topo: èondikò
Uccello: pikulì (uccellino: piculai)

### Giorni della settimana
Lunedì: deftera
Martedì: tridi
Mercoledì: tetradi
Giovedì: petti
Venerdì: prasseì
Sabato: samba
Domenica: ciuriacì

### Espressioni di tempo
Oggi: sìmmeri, sìmberi
Domani: àvvri, àuri
Ieri: ettè
L'altro ieri: prottè
Settimana: addomàda, addomà, ddomà
La settimana scorsa: i ddomà pu diàke
Anno: crono
Quest'anno: feto
L'anno prossimo: fetispórchete
L'anno scorso: pertzi

### Luoghi del paese
Piazza: mesi
Paese: chora (è anche il nome grico di Sternatia), paìsi
Casa: to spìti
Io vado a casa: evò pao essu
Strada: shtrà
Chiesa: aglisìa
Farmacia: spezialìa
Bottega: putèca
Macelleria: vuccerìa
Forno: furnu
Mulino: milo

### Campagna e dintorni
Campagna: koràfi
Io vado in campagna: evò pao ettòtzu
Albero: àrgulo
Olivo: poràdi
Fico: sucèa
Pergolato: pergulèa
Ficodindia: sikalìndia
Mandorlo: mendulèa
Melograno: rutèa
Leccio: alìtza, brunittàra
Pagliaio o fornetto di pietre: furnài
Paglia: àcheri
Grano: sitàri
Orzo: crisári
Avena: avìna
Pozzo: frèa
Cisterna: glisterna, ghisterna
Secchio: sicchio
Carrucola: carrozzìddha
Zappa: tzinàri
Zappetta: ingùddha
Zappetta con il manico corto: scioparnài
Rastrello: ràschio
Aratro: alàtro
Ascia: mannara
Carbonaio: kraunàro
Carbonaia: kranára
Carboni: ta craùgna
Carbonella: cinìsa
Cenere: státti

### I colori
(Di seguito solo quelli differenti dalla versione dialettale salentina)
Colori: culuria
Rosso: rodinò
Bianco: aspro
Nero: mavvro
Giallo: scialèno
Verde: chiaro

### Famiglia
Mamma: mana
Papà: tata
Padre: ciuri
Bambino: pedì
Bambina: kiatèra
Fratello: aderfò
Sorella: aderfì
Suocera: petterà
Suocero: petterò
Cognato: cagnào
Cognata: cagnài
Genero: grambò
Nonno: pappo
Nonna: mali, nanni
Nipote: anizzìo
Zio: tio
Zia: tia
Cugino: tzaterfò
Sposo, giovanotto: paddhicàri
Sposa: koràsi
Lei è rimasta nubile: cini èmine koràsi
Marito: àndra
Moglie: ghineca
Vedova: cattìa

### Corpo umano
Capello: maddhì; pl. ammàddhia.
Orecchio: attì; pl. attìa.
Mano: chèri; pl. chèrria.
Dito: dattilo; pl. dàttila.
Occhio: ammài; pl. ammàddhia.
Naso: mitti
Braccio: vrachiòni
Pancia: cilìa
Gamba: anka; pl. anke.
Ginocchio: gònato
Testa: ciofàli
Piede: pòdi; pl. pòddhia.
Spalle: plàe